# ملكة جمال الولايات المتحدة الأمريكية 2004
ملكة جمال الولايات المتحدة الأمريكية 2004 (بالإنجليزية: Miss USA 2004)‏ هي مسابقة ملكة جمال الولايات المتحدة الأمريكية الثالثة والخمسين في تاريخ مسابقة ملكة جمال الولايات المتحدة الأمريكية، منذ انطلاقتها عام 1952، عقدت مسابقة في مسرح دولبي في هوليوود، كاليفورنيا في 12 أبريل 2004. تنافس واحد وخمسون من حملة ألقاب جمال للولايات المتحدة الأمريكية، في نهاية هذا الحدث تويجت شاندي فينيسي، التي أصبحت أول فائز من ولاية ميزوري.

من قبل ملكة جمال الولايات المتحدة الأمريكية السابقة سوزي كاستيلو ، من ماساتشوستس.

## النتائج

### المراكز النهائية
| النتائج النهائية                          | المتنافسة |
| ----------------------------------------- | --- |
| ملكة جمال الولايات المتحدة الأمريكية 2004 | - ميزوري - شاندي فينيسي |

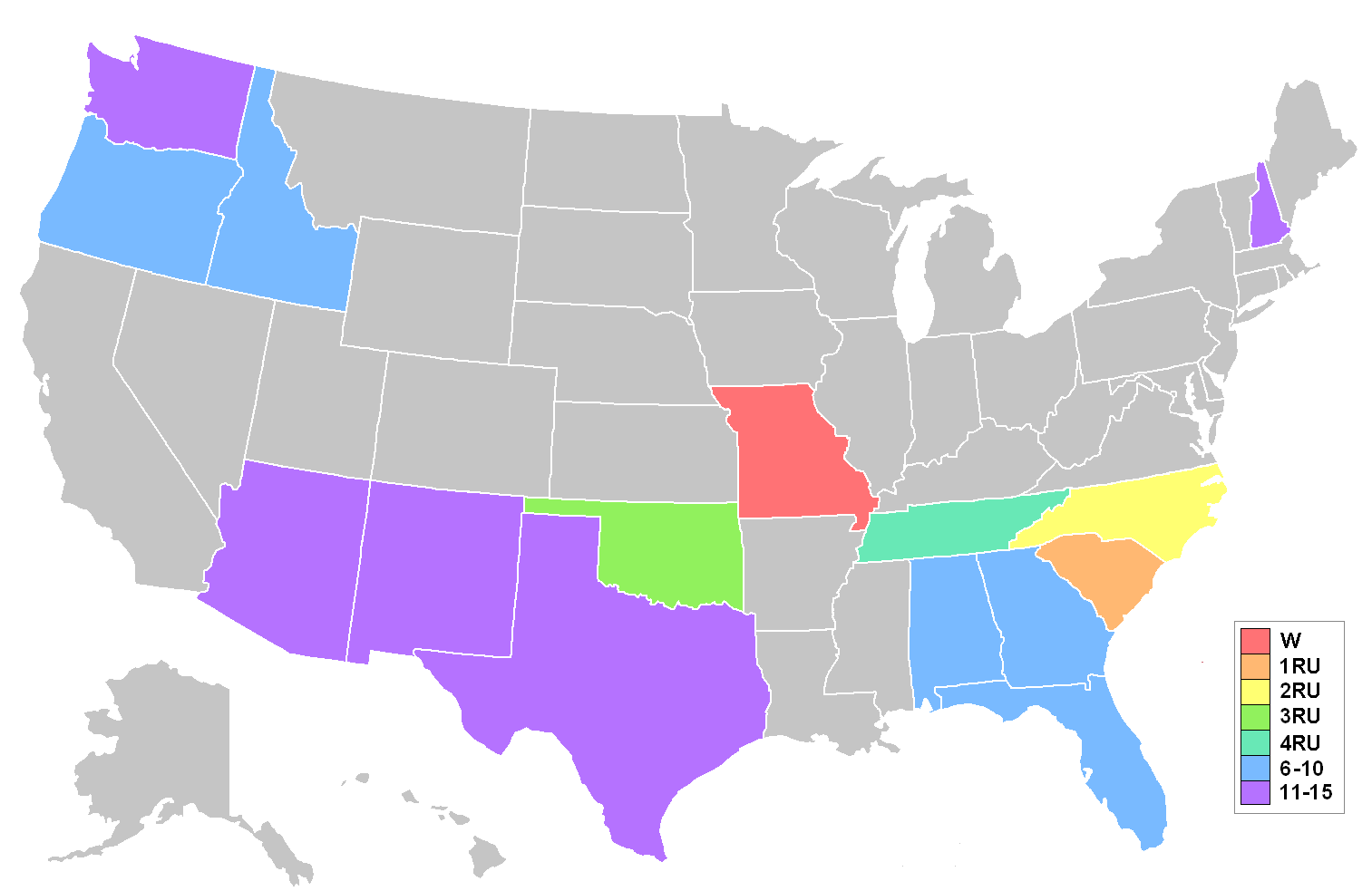
خريطة توضح المراكز حسب الولاية

| الوصيفة الأولى                            | - كارولاينا الجنوبية - أماندا بينكامب                                                                                                 |
| الوصيفة الثانية                           | - كارولاينا الشمالية - آشلي بولي |
| الوصيفة الثالثة                           | - أوكلاهوما - ليندسي هيل |
| الوصيفة الرابعة                           | - تينيسي - ستيفاني كولبرسون |
| أفضل 10                                   | - ألاباما - تارا داربي - فلوريدا - كريستين بيرسيت - جورجيا - كارولين ميدلي - أيداهو - كيمبرلي ويبل - أوريغون - جنيفر ميرفي            |
| أفضل 15                                   | - أريزونا - دانييل ديمسكي - نيو هامبشير - فانيسا بيسانتي - نيو مكسيكو - جينا هاردين - تكساس - ستيفاني غيريرو - واشنطن - تارا ماكورميك |

### جوائز خاصة
| جائزة              | متنافسة                   |
| ------------------ | ------------------------- |
| ملكة جمال اللطافة  | - أركنساس - جينيفر شيريل  |
| ملكة جمال الجاذبية | - فيرمونت - ميشيل فونغامي |

## المتسابقات
- ألاباما - تارا داربي
- ألاسكا - كاري ليفا
- أريزونا - دانييل ديمسكي
- أركنساس - جينيفر شيريل
- كاليفورنيا - إلين تشابمان
- كولورادو - جانيل هاو
- كونيتيكت - شيلا وياتر
- ديلاوير - كورتني بوردي
- مقاطعة كولومبيا - تيارا كريستين ديوز
- فلوريدا - كريستين بيرست
- جورجيا - كارولين ميدلي
- هاواي - جوستين ميتشيوكا
- أيداهو - كيمبرلي جلين ويبل
- إلينوي - مولي غراهام
- إنديانا - ستيفاني "ستيفاني" كوش
- آيوا - بروك هانسن
- كانساس - ليزا فوربس
- كنتاكي - لورين ستينغيل
- لويزيانا - ميليسا ماكونيل
- مين - ماكنزي ديفيس
- ميريلاند - تيا شورتس
- ماساتشوستس - ماريا ليكاكوس
- ميشيغان - ستايسي لي
- مينيسوتا - جيسيكا ديريشوك
- ميسيسيبي - بيث ريتشاردز
- ميزوري - شاندي فينيسي
- مونتانا - مولي فلين
- نبراسكا - غويرين أوستن
- نيفادا - فيكتوريا فرانكلين
- نيو هامبشاير - فانيسا بيسانتي
- نيو جيرسي - جناي إنجرام
- نيو مكسيكو - جينا هاردن
- نيويورك - جاكلين نشيوات
- كارولاينا الشمالية - آشلي بوليو
- داكوتا الشمالية - جينيفر سميث
- أوهايو - لورين كيلسي هول
- أوكلاهوما - ليندسي هيل
- أوريغون - جينيفر مورفي
- بنسلفانيا - نيكول جورجهالي
- رود آيلاند - سارة روز بيتنكورت
- كارولاينا الجنوبية - أماندا بينيكامب
- داكوتا الجنوبية - أندريا برلمان
- تينيسي - ستيفاني كولبيرسون
- تكساس - ستيفاني غيريرو
- يوتا - كايلا فاي ديكرسون
- فيرمونت - ميشيل فونغيمي
- فرجينيا - كريستي لورين غلاكاس
- واشنطن - تارا ماكورميك
- فرجينيا الغربية - كارولين جينينغز
- ويسكونسن - جينا شولتز
- وايومنغ - كاتي رودوف

## روابط خارجية
- موقع ملكة جمال الولايات المتحدة الأمريكية الرسمي
- ملكة جمال الولايات المتحدة الأمريكية 2004  في قاعدة بيانات الأفلام على الإنترنت (بالإنجليزية)